# Cessna 327 Baby Skymaster
Cessna 327 Baby Skymaster är en förminskad variant av Cessnas 337-modell med plats för fyra personer inklusive pilot. En prototyp hann man bygga hos Cessna innan projektet lades ned 1967 på grund av bristande intresse av designen.